# Hans-Henrik Søndersted-Olsen
Hans-Henrik Søndersted-Olsen (født 27. juni 1963) er cand.merc. fra Copenhagen Business School og adm. direktør og partner i reklamebureauet Klausen + Partners A/S. Han har International Advertising Diploma, en mini-MBA fra Mannaz og taget et Board Certificate målrettet bestyrelsesarbejde.
Mens han studerede på CBS fik han job i Hellerup Bank og kom gennem fusioner til Andelsbanken og Unibank (i dag Nordea). 1990-1993 kom han til Kræftens Bekæmpelse med ansvar for markedsudvikling og skiftede derfra til direct marketing-disciplinen som marketingansvarlig i International Masters Publishers. 1998-2000 var han marketingansvarlig i ARTE Kulturformidling. I 2000 gik karrieren til den anden side af bordet som direktør og medejer af reklamebureauet Dobermann Advertising A/S, som han dog forlod i 2003 for at blive direktør og medejer af dialogmarketingbureauet Klausen + Partners A/S.
Klausen + Partners har i hans direktørtid positioneret sig som et af de mest prisvindende danske bureauer. Bureauet har således vundet Den Danske Direct Marketing Pris fra 2009 til og med prisen lukkede i 2014. Den digitale transformation af kommunikationsarbejdet har manifesteret sig i tildeling af priser ved Danish Digital Award og Danish Internet Awards.
Også internationalt har Klausen + opnået resultater. Den globale ECHO Award (kendt som VM i Direct Marketing) har bureauet været nomineret til og vundet flere gange, og som eneste danske bureau har det vundet B2B Awards i London (Europamesterskabet i BTB-markedsføring).
Han er specielt optaget af, at marketingindsatsen er dokumentérbar og skaber direkte målbare resultater, eksempelvis i form af salg. I skarp modsætning til branchens aksiom, at halvdelen af marketingindsatsen er spildt, man ved bare ikke hvilken.
Han er aktiv i en række bestyrelser blandt andet Gaihede A/S og PsykiatriPlus A/S.

## Formidling
Han er ekstern lektor på Copenhagen Business School (CBS) og underviser HA’ere og cand.merc.’er i markedsføring og afsætningsøkonomi.
Han er endvidere ekstern censor på akademiuddannelserne og en efterspurgt foredragsholder om marketing.

## Forfatterskab
Søndersted-Olsen er forfatter til adskillige lærebøger om marketing, blandt andet 
- Finansiel Markedsføring (Academica 2010).
- Afsætning af finansielle produkter (Gyldendal 2008)
- Finansiel Kommunikation (Gyldendal 2004).
- MARKETINGhåndbogen (Samfundslitteratur 2003).
- Udnyt reklamekronerne bedre (Samfundslitteratur 1998).

## Tillidshverv
- I bestyrelsen for Danish Direct Marketing Association under Huset Markedsføring fra 1999-2010, næstformand 2004-2010.
- Medstifter af CRM Akademiet med efteruddannelse af danske marketingfolk i Customer Relationship Management (CRM) og Permission Marketing.
- Tidligere ambassadør for Dansk Folkehjælp.
- Medlem af Advisory Board for Bodilprisen.
- Medlem af VL-gruppe 65.
- Bestyrelsesmedlem i Gaihede A/S
- Bestyrelsesmedlem i PsykiatriPlus A/S